# Ристо Раткович
Ристо Раткович (на черногорски: Risto Ratković) е черногорски авангарден (сюрреалист) поет, писател и дипломат.

## Биография и творчество
Ристо Раткович е роден на 3 септември 1903 г. в Биело поле, Черна гора, в семейството на известен търговец. Семейството обеднява по време на войните. На 14 години отива да учи в католически пансион в Тирол, където се зарежда с омраза към католицизма и църквата. Завършва през 1923 г. гимназия в Нови пазар.
Живее в Белград от 1923 г., където отива да учи във Философския факултет на Белградския университет, който завършва чак през 1936 г. Не посещава редовно лекциите и си сътрудничи с млади литературни авангардисти. Публикува първите си стихотворения в списанията „Нова песенна рецензия“, „Уметност“, а после и в други издания. През 1925 г. заедно с Б. Йованович започва да издава вестник „Bela revija” (Бяла рецензия) и с Д. Благоевич и П. Старчевич алманаха „Casa vode” (Чаша вода). През 1926 г. заедно с Мони дьо Були основава и редактира списание „Eternity”.
От 1927 до 1931 г. работи в Министерството на образованието и Министерството на външните работи, След това в периода 1938 – 1945 г. работи в дипломацията, в посолствата във Франция, Съветския съюз и Египет, където прекарва седем години. Завръща се в страната през 1945 г.
Първата му книга, стихосбирката „Мртве рукавице“ (Мъртви ръкавици), е издадена през 1927 г. Тя е последвана от поемата „Левиатан“, през 1928 г. е издаден сборникът му с очерци за съвременници „Ћутања о књижевности“ (Мълчание за литературата), а през 1929 г. е издадена пиесата му „Зора“.
В Белград има любовна връзка с Катарина Любинкович – Кайка, което е единственото щастие в живота на поета. След нейната смърт на 15 юни 1931 г. той се отдава само на света на литературата. През 1932 г. за разказа си „Zlatan Osmeh nad Sandžakom” (Златна усмивка над Санджак) получава наградата на Сръбския литературен вестник за най-добър разказ.
През 1933 г. е издаден романът му „Невидбог“ (Невидим бог). Той е семейна сага, история за падането на едни и възхода на други семейства в родината му. съставен е от поредица от самостоятелни истории, като сред най-добрите са тези за спомените на главния герой от детството му и преживяванията му под австрийската окупация.
Издава сборника с избрана поезия „Додири“ (Докосвания) през 1952 г., а година по-късно книгата с пътеписна проза „От Ориента“. Автор е и на редица есета по литературни въпроси и критики на отделни книги.
Раткович принадлежи към умерено модернистичната и идеологически лява ориентация на сръбския експресионизъм, който в по-нататъшните потоци на междувоенната литература се доближава до сюрреализма и социалната литература, но все пак остава независим. Той е основната фигура на тази група и допринася най-много за нейното теоретично самоопределяне.
Ристо Раткович умира на 18 юни 1954 г. в Белград, Сърбия, Югославия.
Творчеството му е оценено най-вече след смъртта му. В родния му град е поставен негов бюст в градския парк, наречен по-късно „Парк на поета“. През 1970 г. стартират „Радковични поетични вечери“, които придобиват постепенно международен характер. На първите поетични вечери присъстват Чамил Сиярич, Десанка Максимович, Бранислав Петрович, Радоня Вешович и други важни писатели, а първите чуждестранни писатели са Виеслав Рустецки и Зигимунд Стоберски от Полша, Ана Лисовска от Латвия и Джакомо Скоти от Италия, след което са привлечени поети от цял свят.
През 1973 г. е учредена литературната награда „Ристо Раткович“, която се присъжда за най-добра поетична книга в Черна гора, Сърбия, Босна и Херцеговина и Хърватия на млади поети до 27 години, като и допълнителни награди. Годишната награда „Ристо Раткович“ на поетичните вечери в Биело поле е най-голямото черногорско признание за поезия.
През 2005-2006 г. е извършен ремонт на родната къща на Ристо Раткович като е запазена автентичната му архитектура и е пригодена за организиране на различни културни събития през годината.

## Произведения

### Поезия
- Мртве рукавице (1927) – сборник
- Левиатан (1927) – поема
- Додири (1952) – избрано

### Самостоятелни романи
- Невидбог (1933)[8]

### Пиеси
- Зорај (1929)

### Документалистика
- Ћутања о књижевности (1928) – есета
- Са Оријента (1955) – пътеписна проза